# Puerto El Carmen de Putumayo
Puerto El Carmen de Putumayo – miasto w Ekwadorze, w prowincji Sucumbíos, siedziba kontonu Putumayo.